# Jajag
Jajag is een bestuurslaag in het regentschap Banyuwangi van de provincie Oost-Java, Indonesië. Jajag telt 14.563 inwoners (volkstelling 2010).